# Teziutlán
Teziutlán is een stadje in de Mexicaanse staat Puebla. Teziutlán ligt vlak bij de grens met Veracruz en heeft 60.597 inwoners (census 2005).
De stad werd gesticht op 15 maart 1552 op een plaats die voorheen bekendstond als Teziuhyotepetzintlan. De naam Teziutlán is Nahuatl, en betekent "plaats van de hagelstenen". Teziutlán is vooral bekend omdat het de geboorteplaats is van Manuel Ávila Camacho, president van Mexico van 1940 tot 1946 en Vicente Lombardo Toledano, filosoof en politicus.

## Geboren
- Maximino Ávila Camacho (1891-1945), gouverneur van Pueblo en militair
- Manuel Ávila Camacho (1897-1955), president van Mexico en militair
- Yola Ramírez (1935-2025), tennisster